# 頎邦科技
頎邦科技（英語：Chipbond Technology Corporation）是台灣的一家半導體封裝與測試製造服務公司。主要業務為提供顯示器驅動IC後段封裝及測試代工服務，其中驅動IC封裝包括前段之金凸塊製程與後段之TCP及COG封裝，及覆晶封裝並包括前段之錫鉛凸塊製作。
2020年10月中旬，與華泰宣布雙方透過現金收購和換股策略合作，頎邦成為華泰第一大股東，而華泰主要股東也取得頎邦約2.57%股權。
2021年9月上旬，宣佈股份交換案，與聯電、宏誠創投（聯電持股100%子公司）建立長期策略合作關係。換股比例為聯電每1股換發頎邦0.87股，換股交易完成後，聯電及子公司宏誠創投將共同持有頎邦約9.09%股權，將成頎邦最大單一股東。
2024年3月18日，公告處分封測廠華泰持股，交易數量5,220張，處分利益2.5億元，主要是為實現獲利，並增加股東權益。